# سسک نوک‌کلفت
سسک نوک‌کلفت (نام علمی: Arundinax aedon) در نواحی معتدل دیرین‌شمالگان شرقی، از جنوب سیبری تا مغولستان غربی تولیدمثل می‌کند. مهاجر است و در مناطق گرمسیری جنوب آسیا و جنوب شرق آسیا زمستان‌گذرانی می‌کند. این یک گونه سرگردان بسیار نادر به اروپای غربی است.
این پرنده گنجشک‌سان گونه‌ای است که در پوشش گیاهی انبوه مانند نیزارها، بوته‌ها و زیر درختان انبوه یافت می‌شود. پنج یا شش تخم در یک لانه در یک درخت کم‌ارتفاع گذاشته می‌شود.

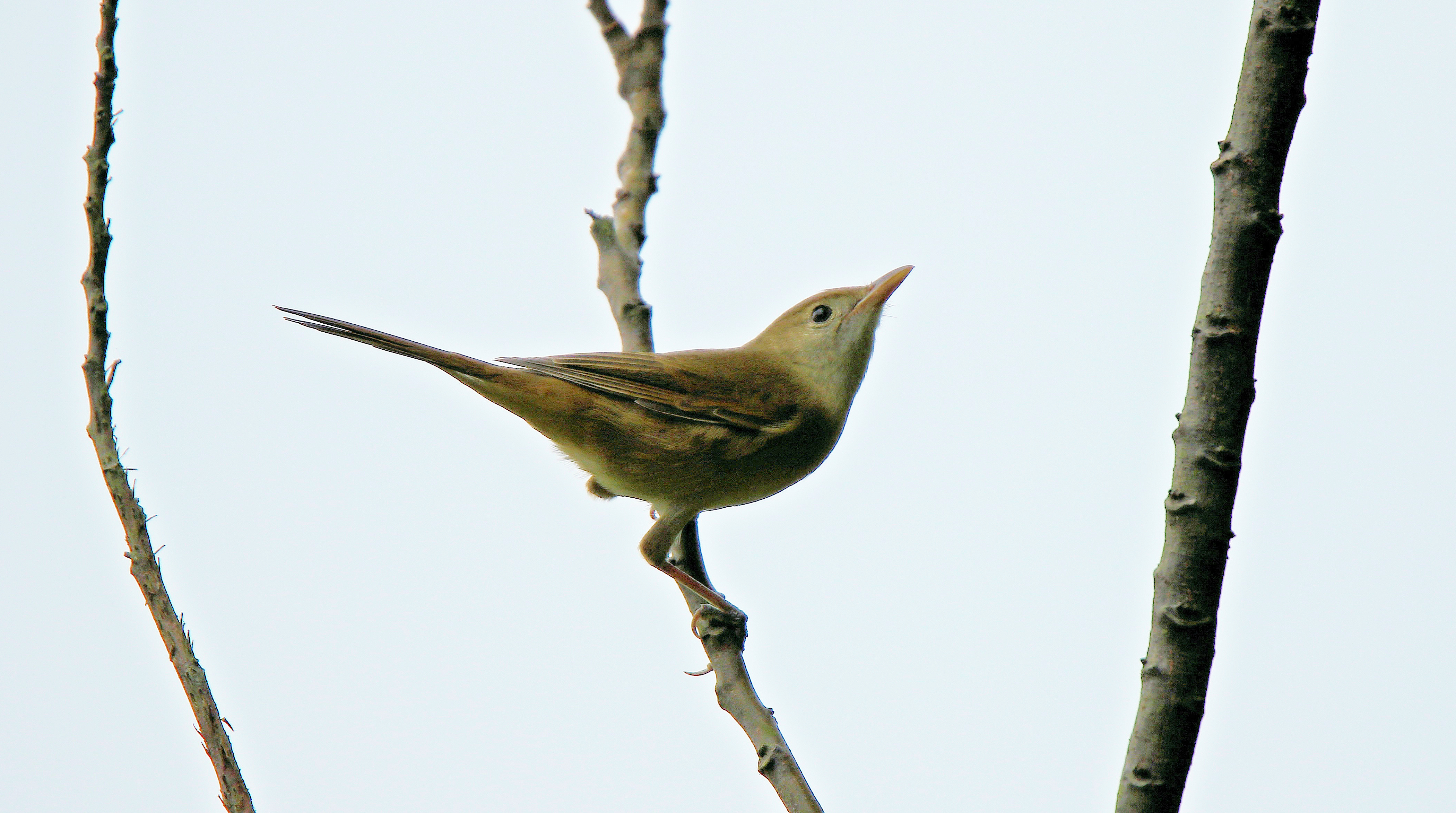
سسک نوک‌کلفت

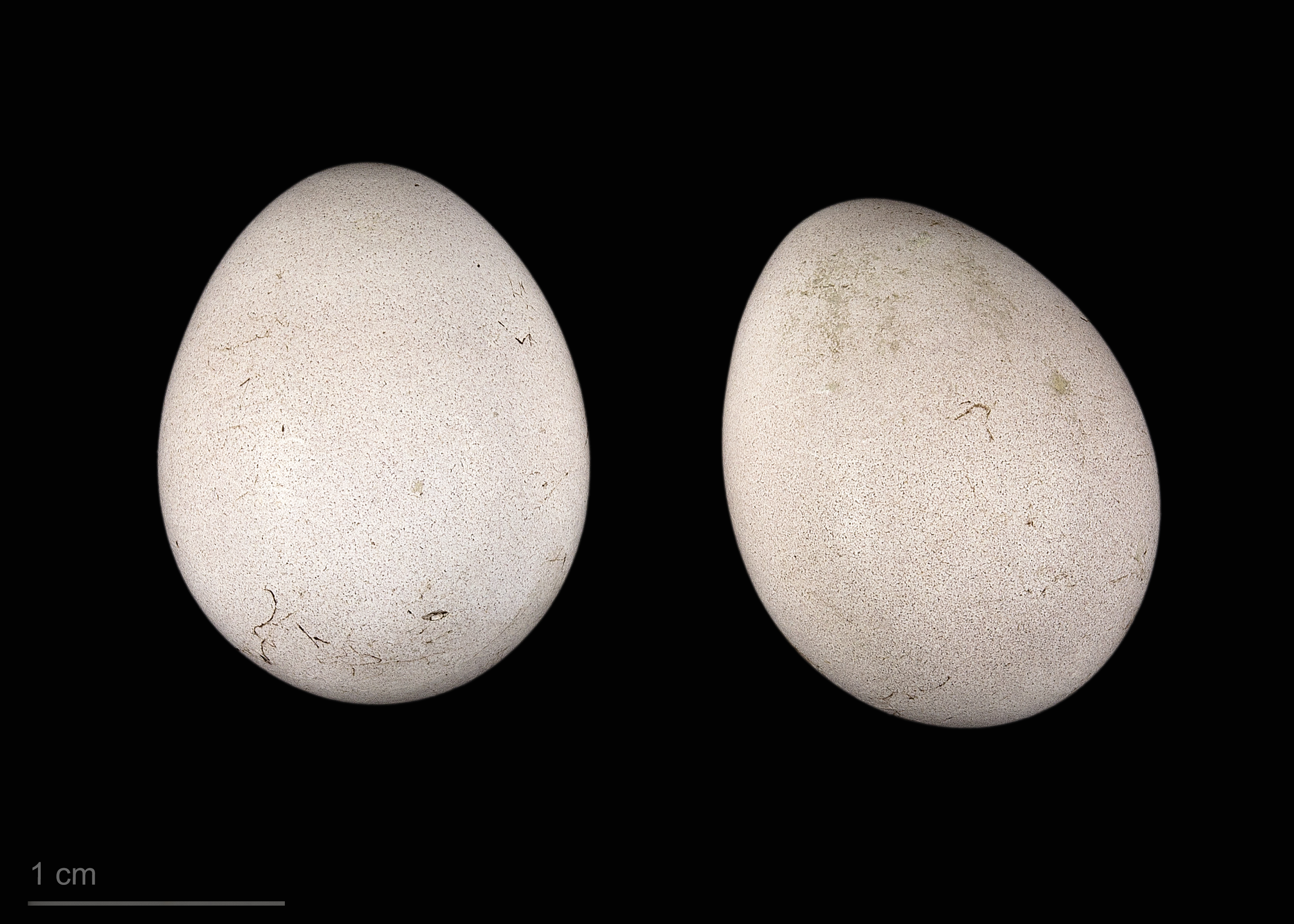
Arundinax aedon aedon